# 入生田駅
入生田駅（いりうだえき）は、神奈川県小田原市入生田（いりゅうだ）にある、小田急箱根鉄道線（箱根登山電車）の駅である。駅番号はOH 50。

## 歴史
- 1935年（昭和10年）10月1日：開業。
- 2006年（平成18年）3月18日：当駅から発着する旧箱根登山鉄道所属車両（標準軌車両）の営業運転がなくなる（回送列車のみ乗り入れ）。

## 駅構造
相対式ホーム2面2線を有する地上駅。互いのホームは構内踏切で連絡している。
当駅に隣接して小田急箱根の入生田検車区があるため、当駅 - 箱根湯本駅間は狭軌と標準軌による三線軌条区間となっている。ただし、1番線は検車区と直接繋がっていないため、2番線のみが三線軌条となっている。
なお、箱根登山鉄道の表示看板やパンフレットでは各駅の標高が示されており、かつては66メートルと表記されていたが、2013年の再調査で54メートルに訂正されている。
2015年3月14日のダイヤ改正に合わせ当駅に自動接近案内放送が導入され、その際これまでの○番線の表現が小田急と同じ○番ホームに変更された。

### のりば
| ホーム | 路線         | 方向 | 行先               | 備考                                 |
| ------ | ------------ | ---- | ------------------ | ------------------------------------ |
| 1      | 箱根登山電車 | 下り | 箱根湯本・強羅方面 | 強羅方面は箱根湯本乗り換え           |
| 2      | 箱根登山電車 | 上り | 小田原・新宿方面   | 新宿方面は小田原乗り換え（一部除く） |

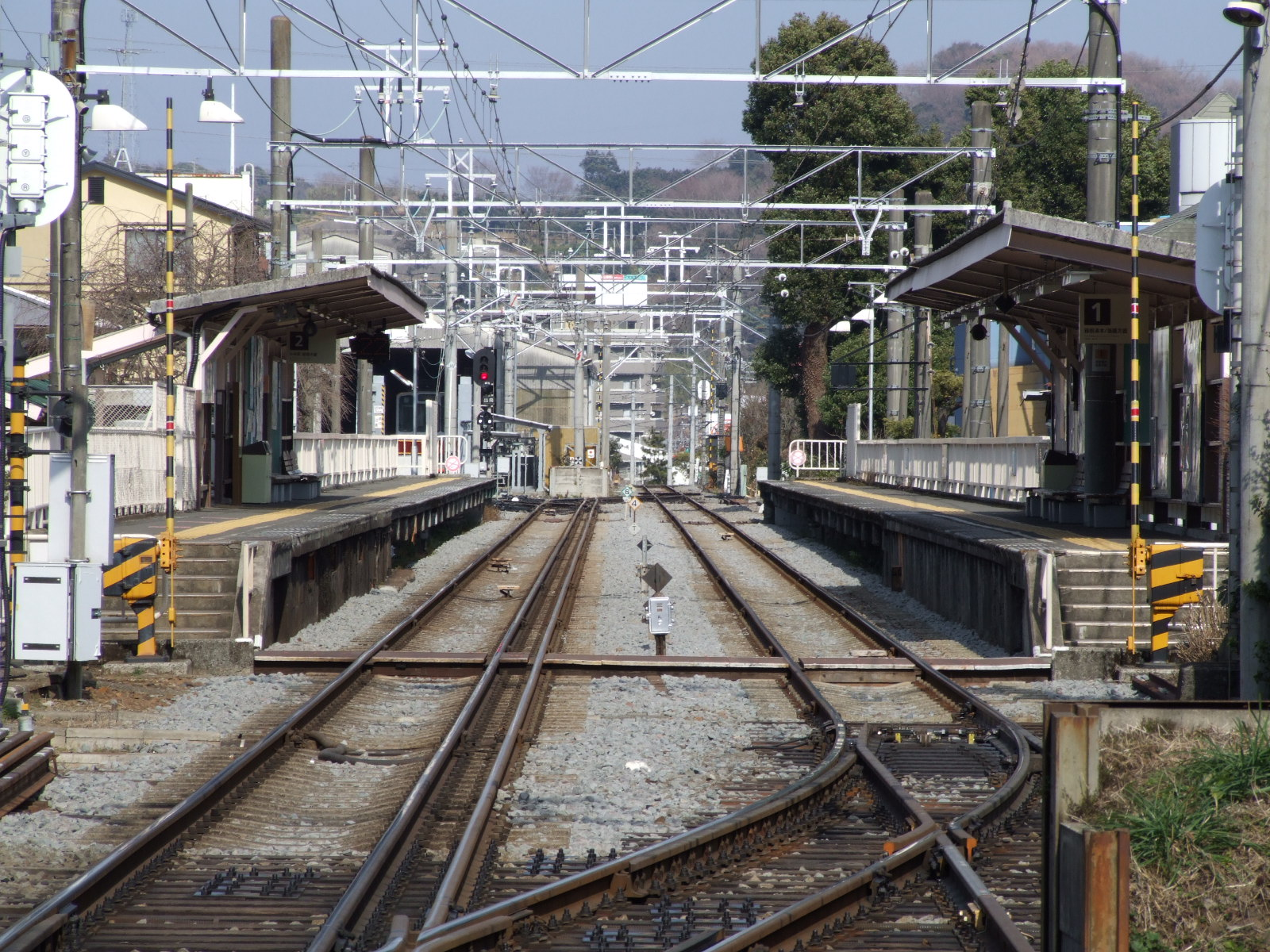
駅構内 右側から1・2番線。2番線側の線路のみ、三線軌条となっている（2008年3月）。
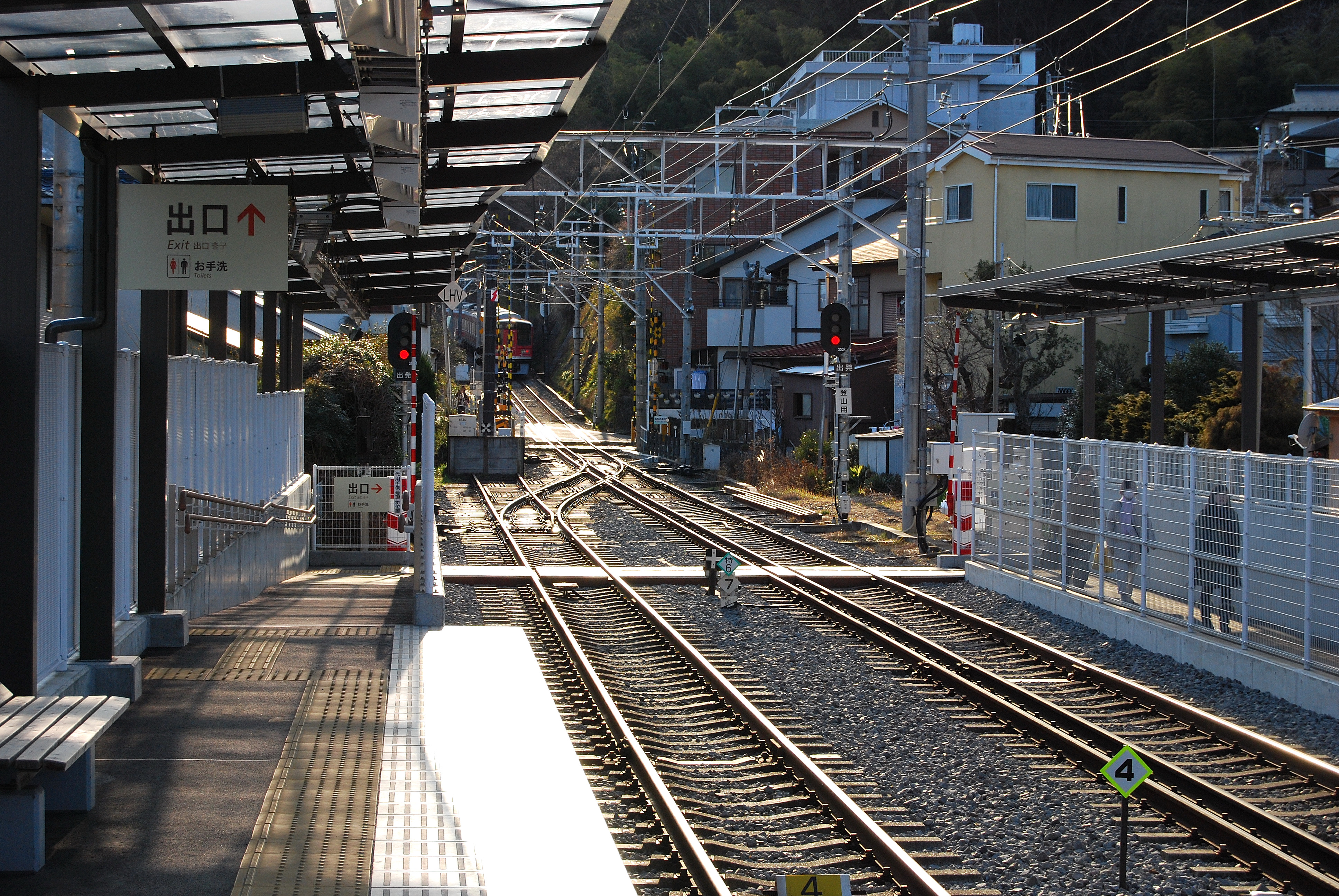
入生田駅の箱根湯本方面を見る。小田急箱根の車両が隣接する入生田検車区に入庫できるようにするため、本線から2番線（右側）にかけての路線が三線軌条となっている。当駅では小田急電鉄の車両だけが交換可能になっている。
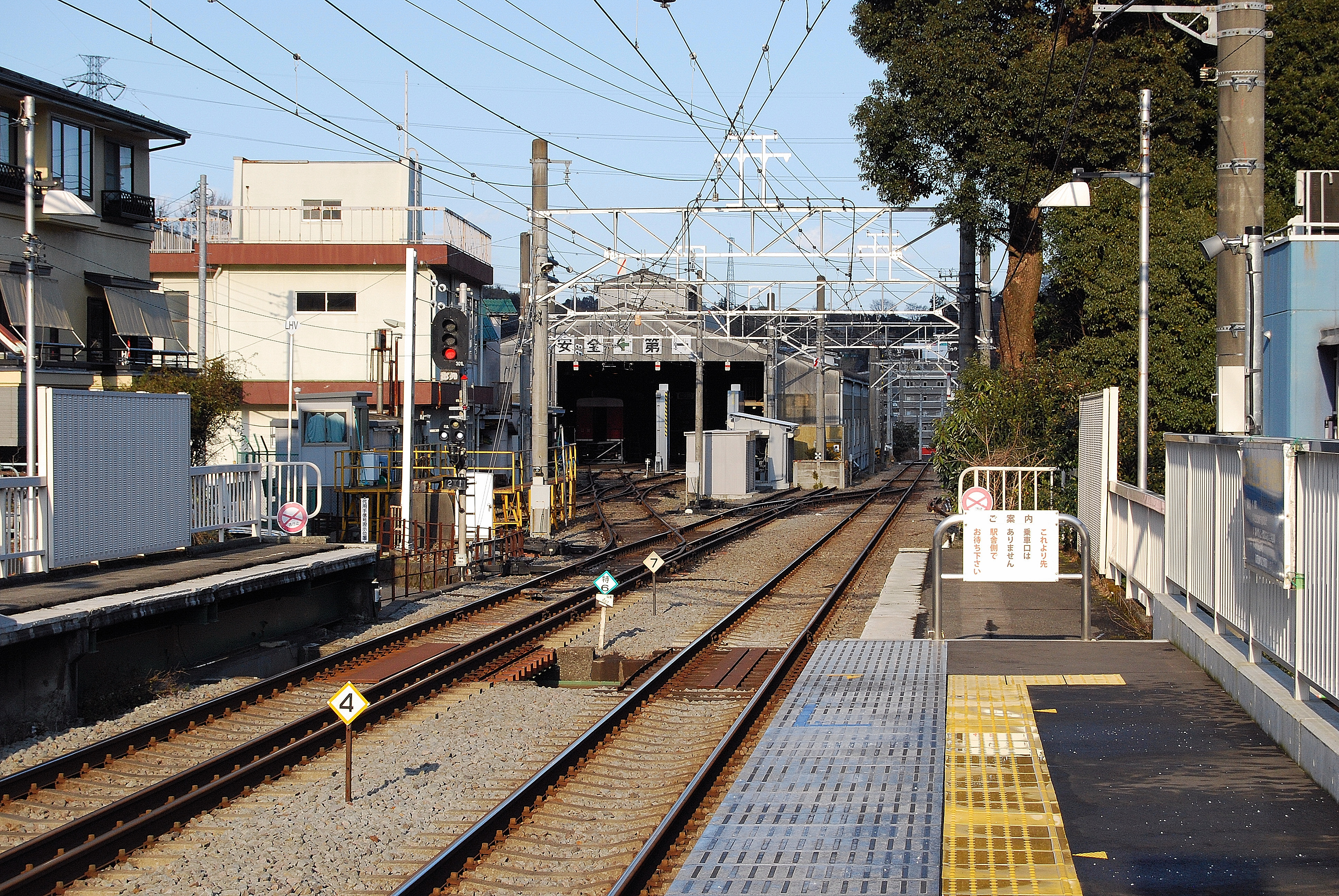
入生田駅の小田原方面を見る。2番線（左側）が三線軌条になっており小田急箱根のレール（標準軌1,435 mm）は入生田検車区に分岐している。その先の安全側線終端までが三線軌条であり、小田急電鉄の車両が使用するレール（狭軌1,067 mm）は手前で分岐し本線に繋がる。
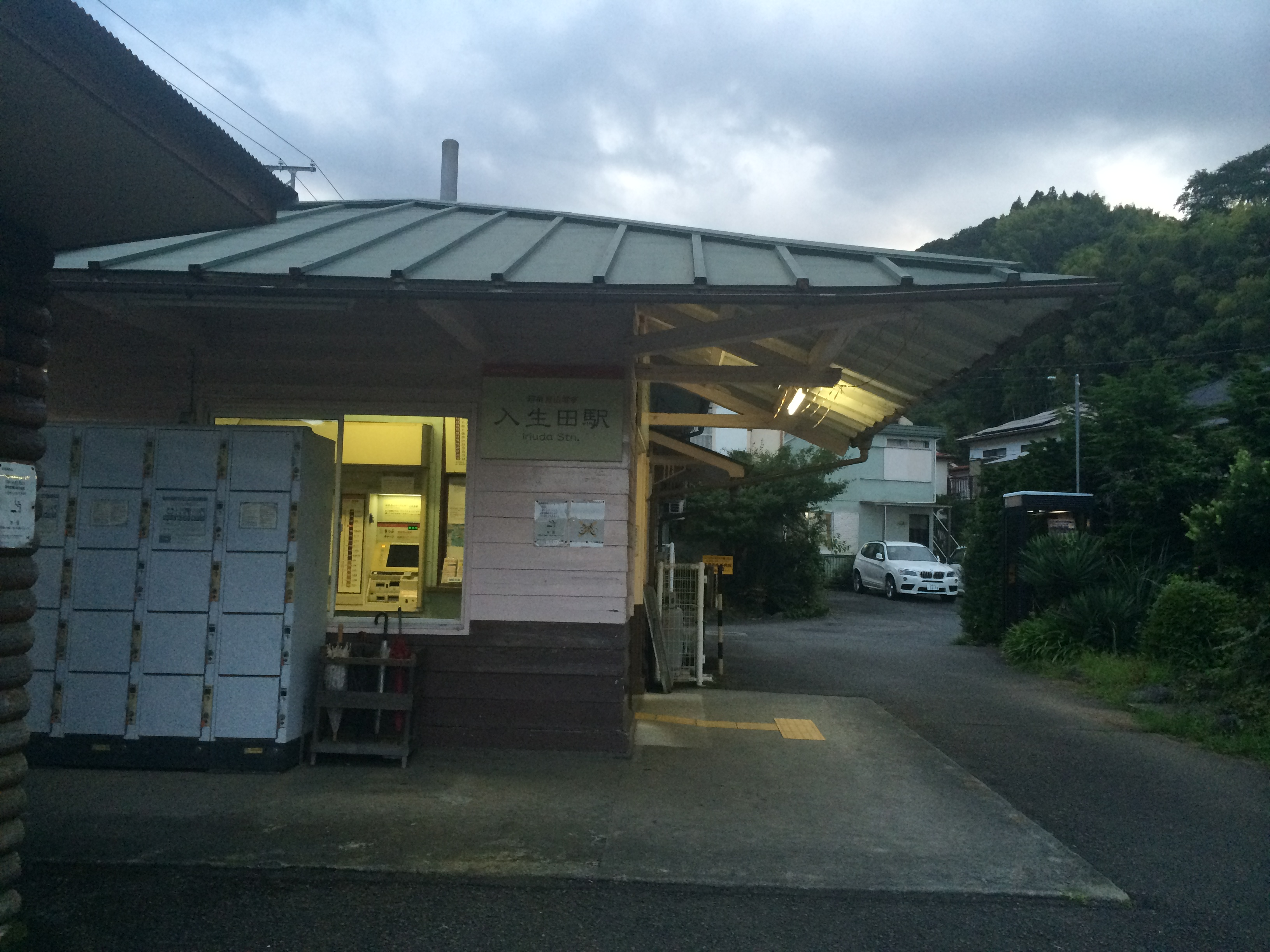
旧駅舎（2016年）

## 利用状況
近年の1日平均乗車人員推移は下記の通り。
| 年度               | 1日平均 乗降人員 | 1日平均 乗車人員 |
| ------------------ | ---------------- | ---------------- |
| 1998年（平成10年） |                  | 796              |
| 1999年（平成11年） |                  | 715              |
| 2000年（平成12年） |                  | 721              |
| 2001年（平成13年） |                  | 728              |
| 2002年（平成14年） |                  | 643              |
| 2003年（平成15年） |                  | 671              |
| 2004年（平成16年） |                  | 668              |
| 2005年（平成17年） |                  | 677              |
| 2006年（平成18年） |                  | 661              |
| 2007年（平成19年） |                  | 651              |
| 2008年（平成20年） |                  | 613              |
| 2009年（平成21年） |                  | 609              |
| 2010年（平成22年） | 1,183            | 588              |
| 2011年（平成23年） | 1,166            | 582              |
| 2012年（平成24年） | 1,217            | 603              |
| 2013年（平成25年） | 1,138            | 565              |
| 2014年（平成26年） | 1,133            | 560              |
| 2015年（平成27年） | 1,074            | 531              |
| 2016年（平成28年） | 1,076            | 533              |
| 2017年（平成29年） | 1,074            | 535              |
| 2018年（平成30年） | 1,048            | 521              |
| 2019年（令和元年） | 988              | 493              |
| 2020年（令和02年） | 718              |                  |
| 2021年（令和03年） | 764              |                  |
| 2022年（令和04年） | 884              |                  |
| 2023年（令和05年） | 883              |                  |

## 駅周辺
- 国道1号
- 神奈川県立生命の星・地球博物館
- 神奈川県温泉地学研究所
- 本間寄木美術館 - 箱根を代表する工芸、寄木細工の代表作品を展示している。
- 石垣山一夜城歴史公園
- 長興山紹太寺 - 樹齢約340年のシダレザクラ（長興山のシダレザクラ）があることで知られる。

### バス路線
国道上に「入生田」バス停（停留所番号：OH50/117）があり、箱根登山バスと伊豆箱根バスが発着している。箱根方面へは、すべてのバスが箱根湯本駅を経由する。
- 箱根方面
  - 宮ノ下・小涌園・元箱根経由箱根町行（箱根登山） ※ 平日1本のみ芦の湯旧道経由
  - 宮ノ下・小涌園・元箱根経由関所跡・箱根町行（伊豆箱根）※ 1日1本のみ湯の花ホテルも経由
  - 宮ノ下・小涌園・元箱根経由箱根園行（伊豆箱根） ※ 1日2本のみ
  - 宮ノ下・小涌園・早雲山経由湖尻・箱根園行（伊豆箱根） ※ 昼間は大涌谷も経由
  - 宮ノ下・宮城野・仙石経由仙石案内所・桃源台・湖尻行（箱根登山）
  - 箱根旧道経由上畑宿行（箱根登山） ※ 1日1本のみ
- 小田原方面
  - 小田原駅東口行（箱根登山・伊豆箱根）

## 隣の駅
小田急箱根
 鉄道線（箱根登山電車）

■各駅停車
風祭駅 (OH 49) - 入生田駅 (OH 50) - 箱根湯本駅 (OH 51)